# Jean-Joseph Sue
Jean-Joseph Sue foi um francês médico e cirurgião durante a era napoleônica. Ele foi o pai de Eugène Sue.

## Biografia
Ele nasceu em Paris. Seu pai foi Jean-Joseph Sue père (1710–1792), que veio de uma família de 14 médicos desde Luís XIV. Ele recebeu o título de Mestre em Cirurgia da Universidade de Paris em 1781 e, em seguida, obteve seu MD do Royal College of Physicians of Edinburgh em 1783.
Ele não sucedeu seu pai no Hôpital de la Charité, onde somente assumiu a posição de substituto do cirurgião, mas recuperou a cátedra de anatomia de seu pai na Académie royale de peinture et de sculpture, onde atuou como professor desde 8 de março de 1789. Ele também ensinou anatomia no Atheneum e na Royal School of surgery, e cuidou de uma próspera clientela em seu próprio gabinete.
Sue não hesitou em assumir uma posição de responsabilidade como cidadã e médica perante a Convenção Nacional. Ele se opôs à guilhotina, convencido do sofrimento dos decapitados em cada pedaço de seu corpo, uma vez que a cabeça se separou do corpo "porque a impressão de dor avisa rapidamente o centro do pensamento sobre o que acontece". Sue tinha conduzido vários experimentos em animais depois da polêmica e sensacional decapitação de Charlotte Corday para provar seu ponto. O fisiologista Pierre Jean George Cabanis não estava convencido de que a teoria de Sue estava certa.
Em 1800, foi nomeado oficial médico-chefe da Guarda Consular e então Guarda Imperial por Bonaparte. Durante dez anos, ele conseguiu ficar na França e evitar o front. Mas em 1812, Napoleão decretou que o oficial médico-chefe deveria acompanhar sua guarda a todos os lugares. Sue logo ficou muito doente e voltou a Paris em junho.